# جيمس روبرت سميث
جيمس روبرت سميث (بالإنجليزية: James Robert Smith)‏ (28 يونيو 1957)؛ روائي أمريكي.